# Diocesi di Pekhon
La diocesi di Pekhon (in latino Dioecesis Pekhonensis) è una sede della Chiesa cattolica in Birmania suffraganea dell'arcidiocesi di Taunggyi. Nel 2023 contava 58.715 battezzati su 410.260 abitanti. È retta dal vescovo Peter Hla.

## Territorio
La diocesi comprende 5 townships nella parte meridionale dello stato Shan in Birmania.
Sede vescovile è la città di Pekhon, dove si trova la cattedrale del Sacro Cuore di Gesù.
Il territorio è suddiviso in 16 parrocchie.

## Storia
La diocesi è stata eretta il 15 dicembre 2005 con la bolla Ubi venit plenitudo di papa Benedetto XVI, ricavandone il territorio dall'arcidiocesi di Taunggyi.

## Cronotassi dei vescovi
Si omettono i periodi di sede vacante non superiori ai 2 anni o non storicamente accertati.
- Peter Hla, dal 15 dicembre 2005

## Statistiche
La diocesi nel 2023 su una popolazione di 410.260  persone contava 58.715 battezzati, corrispondenti al 14,3% del totale.
| anno | popolazione | popolazione | popolazione | presbiteri | presbiteri | presbiteri | presbiteri                | diaconi | religiosi | religiosi | parrocchie |
| anno | battezzati  | totale      | %           | numero     | secolari   | regolari   | battezzati per presbitero | diaconi | uomini    | donne     | parrocchie |
| ---- | ----------- | ----------- | ----------- | ---------- | ---------- | ---------- | ------------------------- | ------- | --------- | --------- | ---------- |
| 2005 | 37.194      | 450.000     | 8,3         | 23         | 22         | 1          | 1.617                     |         | 5         | 41        | 8          |
| 2012 | 45.724      | 265.550     | 17,2        | 40         | 40         |            | 1.143                     |         | 5         | 48        | 14         |
| 2013 | 46.730      | 269.500     | 17,3        | 43         | 43         |            | 1.086                     |         | 5         | 48        | 14         |
| 2016 | 50.568      | 291.500     | 17,3        | 44         | 44         |            | 1.149                     |         | 6         | 56        | 15         |
| 2019 | 54.302      | 320.640     | 16,9        | 44         | 44         |            | 1.234                     |         | 6         | 58        | 15         |
| 2021 | 56.452      | 387.460     | 14,6        | 43         | 43         |            | 1.312                     |         |           | 60        | 15         |
| 2023 | 58.715      | 410.260     | 14,3        | 45         | 45         |            | 1.304                     | 1       | 6         | 62        | 16         |